# George David Low
George David Low (* 19. Februar 1956 in Cleveland, Ohio, USA; † 15. März 2008 in Reston, Virginia) war ein amerikanischer Astronaut und Raumfahrtmanager.
Er studierte Physikingenieurwesen an der Washington and Lee University, Maschinenbau an der Cornell University sowie Luft- und Raumfahrttechnik an der Stanford University.
Ab 1980 arbeitete Low vier Jahre am Jet Propulsion Laboratory, wo er mit der Planung verschiedener Raumsonden zur Erkundung des Planetensystems befasst war.
Im Jahre 1984 wurde er als Kandidat für die Astronautenausbildung ausgewählt. Er war Astronaut bei den Flügen STS-32 (Januar 1990), STS-43 (August 1991) und STS-57 (Juni 1993).
1996 verließ Low die NASA und arbeitete bei der Orbital Sciences Corporation in Dulles (Virginia).
Der am 18. September 2013 gestartete Cygnus Orb-D1 Raumtransporter wurde nach ihm benannt.

## Privates
Low war verheiratet und hatte drei Kinder.
Er starb am 15. März 2008 im Reston Hospital Center in Virginia an Darmkrebs.
Low hatte österreichische Wurzeln. Sein Vater, George Michael Low, wurde in Wien geboren und emigrierte später in die USA, wo er ebenfalls für die NASA arbeitete. So war er zwischen 1969 und 1976 Vize-Chef der Weltraumbehörde.